# Каза Коријери (Пистоја)
Каза Коријери је насеље у Италији у округу Пистоја, региону Тоскана.
Према процени из 2011. у насељу је живело 1 становника. Насеље се налази на надморској висини од 976 м.